# Oblast Kamtsjatka
Oblast Kamtsjatka (Russisch: Камчатская область, Kamtsjatskaja oblast) was van 1949 tot 2007 een oblast (bestuurlijke eenheid) van Rusland op het schiereiland Kamtsjatka. Het grensde in de Sovjetperiode in het noorden aan oblast Magadan en het autonome district Tsjoekotka. Op 1 juli 2007 ging de oblast samen met het autonome district Korjakië op in de nieuwe kraj Kamtsjatka.

## Bestuurlijke geschiedenis
De oblast werd opgericht op 2 december 1849 en bestond uit de toenmalige overzeese gebieden van Ochotsk. Het bestuurlijk centrum werd gevestigd in Petropavlovsk aan de Avatsjabaai aan de oostkust van het schiereiland. In 1854, na de Belegering van Petropavlovsk tijdens de Krimoorlog werd het schiereilandeiland grotendeels verlaten. In dat jaar werd de naam en status veranderd naar okroeg Kamtsjatka en kwam het gebied onder jurisdictie van de oblast Primorje te vallen. In 1909 werd de oblast opnieuw opgericht. Onder de oblast vielen toen de gebieden rond de steden Anadyrsk, Gizjiga, Ochotsk, en Petropavlovsk, alsook het nauwelijks bewoonde Tsjoektsjenschiereiland en de Komandorski-eilanden. Tijdens de Russische Burgeroorlog werd Kamtsjatka ingenomen door de Japanners en de witte generaal Bosjkarev. Na drie maal van handen zijn verwisseld, kwam de stad Petropavlovsk het in 1922 definitief onder sovjetbestuur, gevolgd door andere delen van Kamtsjatka in de jaren daarna. In 1926 werd de kraj Verre Oosten opgericht en werd Kamtsjatka weer tot een okroeg hierbinnen gemaakt. Op 20 oktober 1932 werd oblast Kamtsjatka opnieuw opgericht binnen deze kraj, waarna de oblast bij de opsplitsing van deze kraj in 1938 overging in jurisdictie onder de kraj Chabarovsk. Op 23 januari 1956 werd de oblast uiteindelijk onafhankelijk van deze kraj en kwam onder directe jurisdictie van de Russische SFSR van de Sovjet-Unie te vallen, waarbij Korjakië onder haar jurisdictie kwam te vallen. Deze situatie bleef ongewijzigd na de val van de Sovjet-Unie, maar nadat in 2005 een referendum was gehouden voor integratie van Korjakië in de oblast, werden op 30 juni 2007 de oblast en Korjakië opgeheven en ontstond de kraj Kamtsjatka.

## Demografie en etniciteit
De bevolking bestond in 2002 uit ongeveer 320.000 mensen, voornamelijk Russen. De grootste minderheidsgroep waren de Korjaken. De 13.000 Korjaken woonden vooral in het autonome district Korjakië in het noorden van Kamtsjatka.
| 1910     | 1926   | 1939    | 1959    | 1970    | 1979    | 1989    | 2002    |
| -------- | ------ | ------- | ------- | ------- | ------- | ------- | ------- |
| ± 32.000 | 19.000 | 109.000 | 221.000 | 288.000 | 378.000 | 466.000 | 333.600 |